# القباح
ال قباه یک منطقهٔ مسکونی در امارات متحده عربی است که در رأس‌الخیمه واقع شده‌است.

## خصوصیات
ال قباه ۷۷۷ متر بالاتر از سطح دریا واقع شده‌است.